# 兩相好
兩相好，又名馬花糋（臺羅：bé-hue-tsìnn）、馬蹄糋（臺羅：bé-tê-tsìnn）、馬耳、炸馬耳、喜相逢、尾花炸、牛覽啪，一種常見的傳統福州、台灣小吃，係以油麵粉製做的油炸甜點。吃起來的口感外皮酥脆、內裡綿密，缺點是過油，不宜吃太多。外型為兩個窩窩頭相連，狀似雙胞胎因而得名。